# Marc Perelman
Pour les articles homonymes, voir Perelman.
Marc Perelman est un architecte français né le 22 décembre 1953. Il est également essayiste spécialiste du sport et professeur des universités en esthétique à l'Université Paris Ouest-Nanterre La Défense.
Il est l'auteur de plusieurs ouvrages sur l'architecture et la sociologie du sport, notamment en collaboration avec Jean-Marie Brohm, tous deux tenants « de la théorie critique du sport. Pour ces auteurs, le sport constitue le principal facteur d’aliénation de notre temps ». Marc Perelman a également développé une approche très critique de l’œuvre théorique et architecturale de Le Corbusier.
Il a créé et dirigé Les Éditions de la Passion de 1986 à 2004. De 2004 à 2014, il a été le directeur de la collection Art et architecture aux éditions Verdier. Il dirige depuis 2007 la collection Livre et société aux Presses universitaires de Paris Nanterre.

## Œuvres
Liste non exhaustive.
- Urbs ex machina. Le Corbusier. Le courant froid de l'architecture, Montreuil, Les Éditions de la passion, 1986
- Le stade barbare, Mille et une Nuits, 1998, 78 p.  (ISBN 2-84205-197-1)
- Le Football, une peste émotionnelle, avec Jean-Marie Brohm, éd. Folio Actuel, 2006
- Le sport barbare : Critique d'un fléau mondial, Paris, Éditions Michalon, 2008  (ISBN 978-2841864478)[4]
- L'Ère des stades : genèse et structure d’un espace historique (psychologie de masse et spectacle total) Infolio, 2010[5]
- Voir et incarner. Une phénoménologie de l'espace. Corps – architecture – ville, Encre marine, 2015, 464 p.  (ISBN 2-35088-086-9)
- Le Corbusier, une froide vision du monde, Paris, Éditions Michalon, 2015, 256 p.  (ISBN 978-2-84186-784-4)
- Smart stadium. Le stade numérique du spectacle sportif, Paris, L'Échappée, 2016, 96 p.  (ISBN 978-2-37309-005-5)
- 2024 - Les Jeux olympiques n’ont pas eu lieu, Paris, Éditions du Détour, 2021, 192 p.  (ISBN 979-10-97079-50-5)

## Articles
Liste non exhaustive.
- « Football, une arène barbare », Libération, 23 novembre 2009[6]
- « Le dopage, c'est l'opium du peuple », Libération, 26 mai 2013, p. 20[7]
- « Le vécu en majesté », dans Le Corbusier. L’art de se loger et de le dire, Presses de Paris Nanterre, 2020, 288 p.

## Directions et coordinations d'ouvrages
- dir. avec Alain Milon, Le livre et ses espaces, Presses universitaires de Paris Nanterre (Livre et société), 2007, 702 p.  (ISBN 978-2-84016-004-5)
- dir. avec Alain Milon, Les temps du livre, Presses universitaires de Paris Nanterre (Livre et société), 2016, 212 p.  (ISBN 978-2-84016-230-8)
- coord. avec Xavier de Jarcy, Le Corbusier, zones d'ombre, Paris, éditions Non Standard, 2018, 272 p.  (ISBN 978-2-9542852-9-0)
- coord. avec Pierre Hyppolite, Le Corbusier. L’art de se loger et de le dire, Presses de Paris Nanterre (Architecture, littérature et espaces), 2020, 288 p.  (ISBN 978-2-84016-365-7)